# 1713 az irodalomban

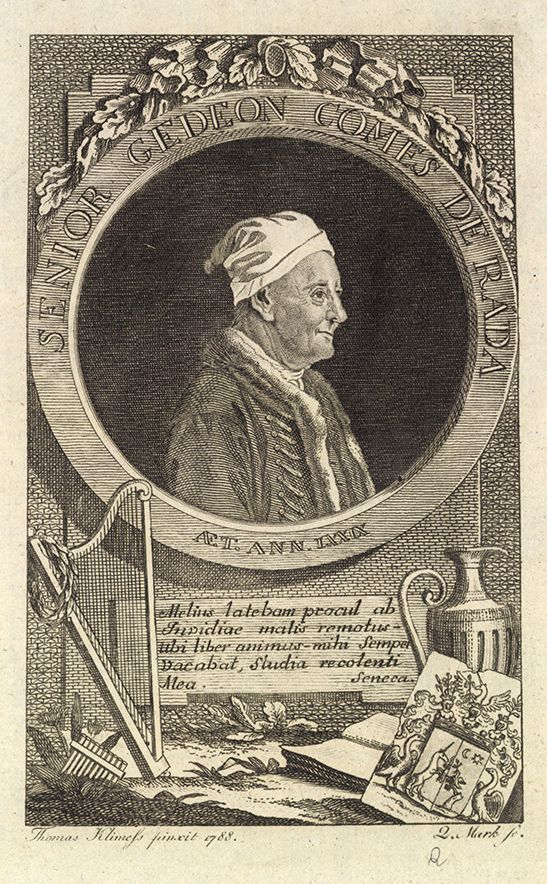
Ráday Gedeon

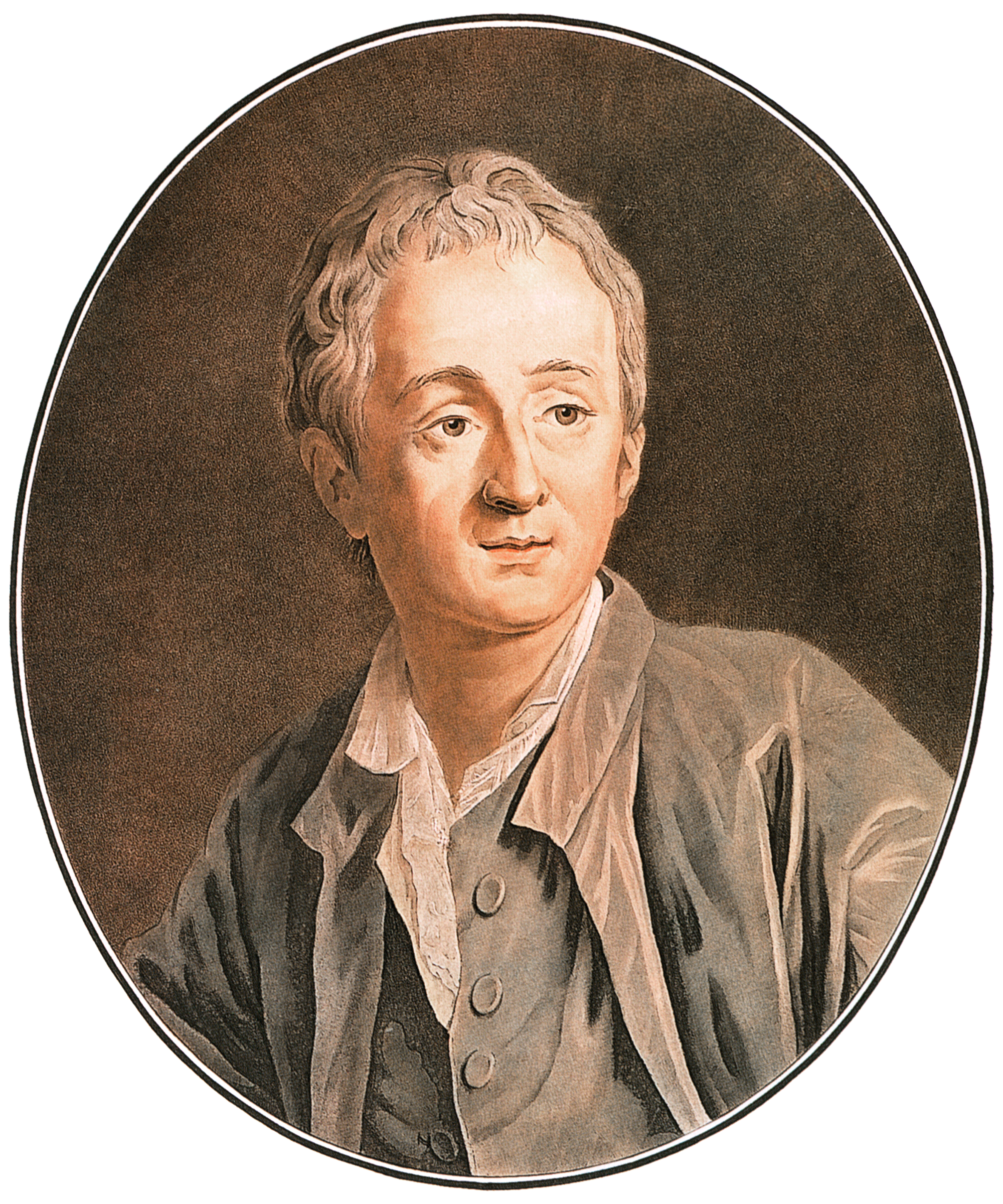
Denis Diderot

Az 1713. év az irodalomban.

## Események
- A Spanyol Királyi Akadémia (Real Academia Española, rövidítése RAE) megalapítása a kasztíliai spanyol nyelv ápolására, szabályozására és sztenderdizálására; a következő évben királyi védnökség alá kerül.

## Születések
- október 1. – Ráday Gedeon magyar költő, műfordító és politikus († 1792)
- október 5. – Denis Diderot francia író, materialista filozófus, a nagy francia enciklopédia, az Encyclopédie főszerkesztője, szervezője († 1784)
- november 24. – Laurence Sterne Írországban született angol író, lelkész († 1768)